# میلفورد (یوتا)
میلفورد (به انگلیسی: Milford) شهری در ایالت یوتا کشور ایالات متحده آمریکا است که جمعیت آن در سرشماری سال ۲۰۱۰ میلادی، ۱٬۴۰۹ نفر بوده‌است.